# Le Chemin perdu
Pour plus de détails, voir Fiche technique et Distribution.
Le Chemin perdu est un film franco-helvéto-belge réalisé par Patricia Moraz, sorti en 1980. La musique du film a été composée et jouée par le claviériste suisse Patrick Moraz, ancien musicien des groupes Yes et Moody Blues et frère de la réalisatrice du film.

## Synopsis
Alors que les vacances de Pâques sont terminées, une jeune femme prénommée Cécile et son frère Pierre retournent à la maison familiale. Ils y retrouvent leur grand-père Léon, vieux militant communiste ayant serré la main de Lénine. Se souciant peu de leurs parents, fervents naturalistes, ils préfèrent porter leur attention sur leur grand-père qui leur partage ses souvenirs de militant.

## Fiche technique
- Titre : Le Chemin perdu
- Réalisation : Patricia Moraz
- Scénario : Patricia Moraz, avec la collaboration de Serge Schoukine
- Photographie : Sacha Vierny
- Son : Ricardo Castro
- Décors : Pierre Gattoni et Alain Nicolet
- Musique : Patrick Moraz
- Montage : Thierry Derocles
- Sociétés de production : Cactus Film AG - Abilène Productions - SAGA Production - France Régions 3
- Tournage : du 22 avril au 16 juin 1979
- Pays d'origine : France - Suisse - Belgique
- Durée : 107 minutes
- Date de sortie : 9 janvier 1980

## Distribution
- Charles Vanel : Léon
- Delphine Seyrig : Mathilde
- Magali Noël : Maria
- Vania Vilers : Félix
- Clarisse Barrère : Cécile
- Charles Dudoignon : Pierre
- Juliette Faber : Mme Traber
- Christine Pascal : Liza

## Récompense
- 1979 : Prix Georges-Sadoul